# 金里克
金里克（？—560年），威塞克斯國王（534年—560年在位），關於他的一切都來自盎格魯-撒克遜編年史。在編年史中，據說他是徹迪克的兒子，徹迪克被認為是威塞克斯王國的創始人。然而，“家譜君主名單”，其中在編年史的一些手稿前言的一份副本，反而說金里克是徹迪克的兒子克里奧達的兒子。同樣，在阿塞爾的《阿爾弗雷德國王的生平》中寫出的阿爾弗雷德國王的父系家譜中包括克里奧達這個名字，而在同一篇記載中對國王母系血統的描述則稱其為金里克是的徹迪克之子。 

## 征服
盎格魯-撒克遜編年史描述徹迪克與他的兒子金里克乘坐五艘船於495年登陸在今天的南安普敦附近登陸。根據編年史，這兩個人被描述為是貴族，但僅在519年才假定格維斯（西撒克遜人在7世紀末之前為人所知的名字）的統治。這意味著金里克不是王室的領袖，他和他的父親只有在據稱征服未來威塞克斯的心臟地帶時才被提升為國王。 

## 統治
在金里克統治期間，正如盎格魯-撒克遜編年史所描述，撒克遜人在強大的抵抗下擴張到渭州郡，並於552年佔領梳士巴利附近的西羅比里格或舊薩魯姆。556年，他和他的兒子查烏林在貝蘭布爾（現在被確定為巴伯里城堡）與凱爾特布立吞人的戰鬥中贏得勝利。如果這些日期是準確的，那麼編年史中較早的條目（從他與父親徹迪克於495年抵達大不列顛島開始）不太可能是正確的。大衛·鄧維爾建議他真正的統治日期是554年–581年。一些人指出，查烏林的出身以及他與金里克的關係是模糊的，編年史家只是暗示他們是親戚或他是金里克的兒子，以使後來的威塞克斯血統合法化。

## 語源學
金里克這個名字有一個簡單的古英語詞源，意思是“Kin-ruler”。 然而，正如一些學者提出的那樣，他的前任徹迪克和繼任者查烏林都有凱爾特人的名字 ，已經假設另一種語源學，這個名字來源於古布立吞語的“Cunorix”，意思是“Hound-king”（這發展成古威爾斯語的 Cinir，中古威爾斯語的 Kynyr）。

## 流行文化
在2004年的電影《王者無敵》中，徹迪克和金里克被描繪成撒克遜入侵者，並分別在巴頓山戰役中被亞瑟王和蘭斯洛特殺死。金里克由蒂爾·施魏格爾飾演。